# 缅甸联邦公务员委员会
缅甸联邦公务员委员会（缩写为UCSB），是缅甸的国家文官委员会。它是根据2010年《国家和平与发展委员会法》于2010年10月28日成立的。2019年9月，缅甸联邦公务员委员会曾与中国中央党校（国家行政学院）共同举办“缅甸公务员培训师研修班”。

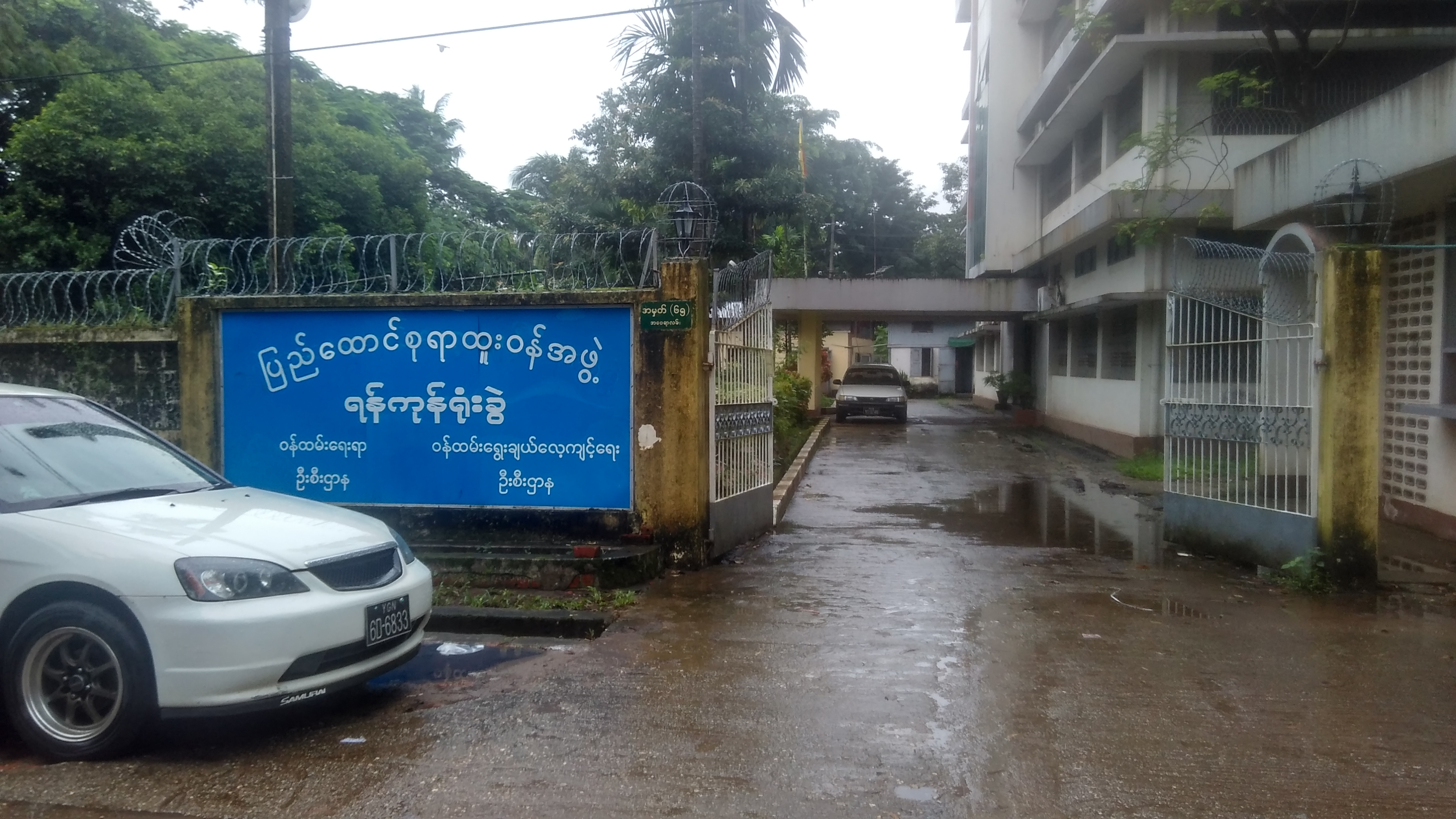
仰光分会